# The Aztecs
The Aztecs é o sexto serial da primeira temporada da série de ficção científica britânica Doctor Who. Foi a primeira história a abordar a questão de alterar o curso da história, e a primeira a envolver uma subtrama romântica relativa ao Doutor.
"The Warriors of Death" foi o primeiro episódio do programa gravado na BBC Television Centre, seguindo uma batalha travada por Verity Lambert e seus vários aliados para terem melhores estúdios. Porém a mudança para o Television Centre foi breve, já que a equipe de produção teve que retornar a Lime Grove Studios até o final do arco.

## Sinopse
A chegada da TARDIS no século XV ao México leva a tripulação para um povo asteca condenado, uma mistura de alta cultura e selvageria brutal. A situação é ainda mais complicada quando Barbara é confundida com uma deusa e o Doutor está prestes a se casar.

## Enredo
A tripulação da TARDIS chega no México no século XV. Com a TARDIS presa em uma tumba, Barbara é confundida com uma encarnação fêmea do antigo sumo sacerdote Yetaxa, e assume seu disfarce e identidade. De sua nova posição de poder, Barbara vê sua chance de trazer um fim ao sacrifício humano. Ela vê o lado bom da Cultura Asteca e se manifesta em Autloc, o Sumo Sacerdote do Conhecimento, e o lado horrível incorporado no 'açougueiro local', o Sumo Sacerdote do sacrifício, Tlotoxl. Como algo de um especialista sobre este período, ela vê quão avançada a sua cultura realmente é e acredita que se o sacrifício forem abolidas, eles seriam poupados destruição nas mãos do espanhol. Avisos urgentes do doutor, avisa que Barbara não pode mudar a história.
O sanguinário Tlotoxl começa a suspeitar ulque Barbara não é Yetaxa, especialmente porque ela está tentando proibir o sacrifício humano. Ele define uma série de armadilhas elaboradas para ela e seus companheiros. Por exemplo, Ian foi compelido para o serviço militar e luta o guerreiro mais forte, Ixta, para provar a sua capacidade de comandar as forças astecas. Assim Ixta desenvolve um ressentimento contra Ian e é usado por Tlotoxl para tentar provar que Barbara não é Yetaxa. O doutor diz involuntariamente a Ixta, como derrotar Ian em combate utilizando um droga, e esta batalha quase termina na Doutor testemunhando a morte de seu amigo. Quando isso não foi conclusivo, Tlotoxl convence o padre subordinado Tonila para fazer um veneno para Barbara; a morte de Barbara após o consumo do veneno iria provar que ela não não é imortal e, portanto, um deus. Mas Ian silenciosamente avisa a ela de seu esconderijo, e Barbara se recusa a beber o veneno. Ela diz Tlotoxl que ela não é Yetaxa mas avisa para não dizer às pessoas. Ele agora sabe a verdade -, mas deve encontrar uma maneira de desmascarar a falsa deusa.

### Continuação
Susan e o Doutor foram, entretanto, se envolvendo em cenários de casamento. Susan transgrediu a lei asteca por se recusar a casar com a vítima perfeita, que foi agendada para o sacrifício por Tlotoxl no dia do próximo eclipse; enquanto o doutor, que conhece pouco dos costumes astecas, tornou-se acidentalmente noivo de uma mulher asteca chamado Cameca após eles compartilhavam uma xícara de cacau. Cameca é uma senhora gentil e ajuda o doutor e Ian a encontrar uma maneira de voltar a entrar na tumba por uma entrada secreta, apesar de perceber que isso vai permitir que seu amado a deixá-la.
Apesar de seus esforços, Barbara percebe que ela não pode mudar toda uma cultura, apesar de ela não ter sucesso em mudar os pontos de vista de um homem; Autloc. Mas isso tem um preço alto a Autloc, que se exila. Ele a ajuda a se reunir com seus amigos antes de sair para meditar no deserto no que resta de sua fé. Em uma batalha campal para ter acesso à porta do túmulo, Ian mata Ixta em uma luta até a morte para proteger a tripulação da TARDIS.
O doutor e seus companheiros saem sabendo que, apesar de a sua intervenção, a história vai seguir seu curso pré-destinado. Como eles partem, Tlotoxl é muito no controle e sacrifica a vítima perfeita para terminar o eclipse ocorre naturalmente. O doutor conforta Barbara, dizendo-lhe que ela ajudava Autloc encontrar um melhor sistema de crenças; e, em seguida, antes de partir ele olha nos bolsos e dá um broche como um presente de despedida por Cameca.